# Daeg Faerch

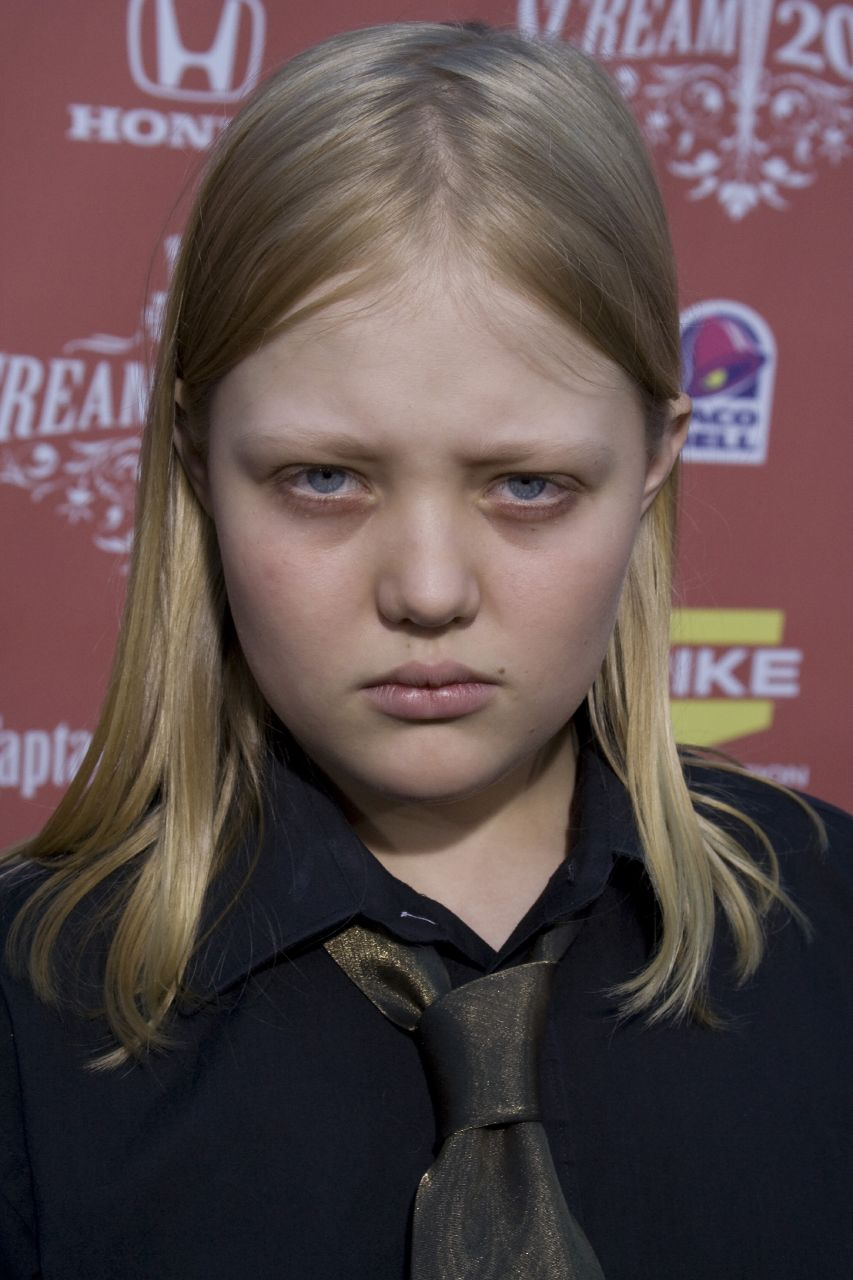
Daeg Faerch bei den Scream Awards 2007

Daeg Faerch (* 27. September 1995) ist ein amerikanischer Filmschauspieler. Daeg wurde durch Rob Zombies Film Halloween bekannt.

## Leben
Daeg Faerch wuchs in Kalifornien auf. Seine Mutter Mickey Faerch stammt aus Dänemark und ist ebenfalls Schauspielerin. Mit vier Jahren begann er bereits Schauspieler zu werden. Er trat in Kurzfilmen und Independent-Produktionen auf. Als er acht Jahre alt war, schrieb er sein erstes Skript zu dem Kurzfilm Duel, wo er selbst Hauptdarsteller und Regisseur war. Daeg spricht neben englisch auch fließend Französisch. Er spielt Schlagzeug und Gitarre. Außerdem fährt er Skateboard und trägt Piercings.

## Schauspielkarriere
Daeg Faerch wurde 2007 als mörderischer junger Michael Myers in Rob Zombies Neuverfilmung Halloween bekannt. In Hancock hatte er neben Will Smith einen Cameo-Auftritt als französischer Punk. Faerch hatte zwei kleine Auftritte in der Serie Pushing Daisies als deutscher Schüler Ingmar Todd. Wegen seines schnellen Wachstums konnte er nicht mehr bei Halloween II mitwirken. Rob Zombie besetzte die Rolle daher mit Chase Wright Vanek. In dem Thriller Sebastian spielte Faerch einen geheimnisvollen Fremden, der auf wundersame Weise eine krebskranke Frau heilt und in dem Kurzfilm Mental einen Homosexuellen, der eine Therapie macht.

## Filmografie (Auswahl)
- 2005: Frank’s First Love (Kurzfilm)
- 2006: Coming to Town (Kurzfilm)
- 2007: Front (Kurzfilm)
- 2007: The Liar (Kurzfilm)
- 2007: Halloween
- 2008: Hancock
- 2008: Delaney (Kurzfilm)
- 2011: Sebastian
- 2011: Mental (Kurzfilm)
- 2018: Josie – Sie umgibt ein dunkles Geheimnis (Josie)
- 2022: Euphoria (Fernsehserie, Folge 2x01)
- 2023: The Rookie (Fernsehserie, Folge 15x5)